# Mops brachypterus
Mops brachypterus é uma espécie de morcego da família Molossidae. Pode ser encontrada na África Ocidental e Central.